# بريوميات
البريويات (الاسم العلمي: Bryales) هي رتبة من النباتات تتبع طائفة الحزازيات الحقيقية من شعبة النباتات الطحلبية.

## فصائل
- البريوية